# Molinar de Fartàritx
El molinar de Fartàritx és un conjunt de molins de vent fariners del barri de Fartàritx, a Manacor. La majoria dels molins s'aixecaren al llarg del segle xvii, a la part alta de l'antic raval, aprofitant l'avinentesa de l'elevació del terreny. A principis del segle XX perderen la seva funció original. Alguns quedaren integrats a la xarxa ubana mentres d'altres han romàs aïllats enrevoltats de solars. La majoria, però, han limitat la seva funció d'habitatge o foren abandonats.
L'àmbit que abasta el conjunt format pels molins de Fartàritx s'establí com entorn de protecció. El traçat comprèn els carrers de na Competssa, del Remei, de sa Coma, dels Enagistes, el passeig de Fartàritx i la plaça de la Concòrdia.

## Història
La part més alta del raval de Fartàritx fou l'emplaçament més atractiu per als moliners del segle xvii. Fugint dels recers i aprofitant l'avinentesa de l'elevació del terreny un bon grapat de molins s'instal·laren en aquest indret. El 1634, els moliners manacorins s'emanciparen del gremi de Ciutat. Posteriorment, l'any 1684, es constituïren en un gremi autònom, juntament amb els de Montuïri, Llucmajor i Felanitx, com a prova de la importància adquirida. El primer molí de vent fariner del qual tenim notícies obre el seu funcionament a Manacor és el molí d'en Rafeló.
Però amb l'avenç tecnològic i la creació de le farineres, l'activitat dels molins tradicionals va decaure progressivament a partir de finals del segle xix. El 1870 hi havia dues farineres mogudes per la força del vapor a Manacor i l'any 1636 n'hi va arriar a haver deu. Pràcticament a finals de la dècada de 1920 tots els molins de vent fariners de Mallorca deixaren de funcionar. Només es tornaren a posar en marxa durant i després de la Guerra Civil, a causa de l'estraperlo. Actualment resten 40 molins al terme municipal de Manacor, dels quals 11 són a Fartàritx.

## Molins

### Molí d'en Roca
El molí d'en Roca està situat al carrer de na Comptessa, 51 i és un dels molins més joves de la barriada. Va ser construït a principis del segle xix sobre les runes d'un altre preexistent. Actualment, el molí ja està integrat en la xarxa urbana. Les cases que l'envolten tot i que no són molt antigues no s'allunyen gaire dels esquemes tradicionals. A principis de l'any 1987, la Confraria de Tastavins de Manacor, el va adquirir en un estat de ruïna. Després de 15 mesos de molta feina per rehabilitar-lo, el varen inaugurar el dia 1 de maig de 1988. Destaca la torre, que arranca des del nivell del sòl, la cisterna amb capelleta, la clastra situada al costat sud-est, la foganya i el cossi.

### Molí d'en Sabina
El molí d'en Sabina s'ubica en el carrer del Remei, 53. Està ja integrat en el nucli urbà; roman, però aïllat, envoltat d'alguns solars buits. Les cases de l'entorn segueixen en general les directrius de l'arquitectura popular. Destaca sobre la llinda un sol amb la inscripció “IHS” al centre. Al 2020 es va obrir un expedient d'infracció urbanística per realizar obres sense permís.

### Molí d'en Barretina
El molí d'en Barretina es situa en la perllongació del carrer Comtessa, 51, sense avenir-se, però amb l'alineació. Tot i que roman aïllat enmig d'un solar el comencen a enrevoltar edificis moderns.

### Molí de na Blanca
El molí de na Blanca es troba al carrer de na Comptessa, 28, però fora d'alineació. Actualment està aïllat i enrevoltat de solars sense edificar, el que facilita la seva visibilitat. És l'únic molí de tot el molinar de Fartàritx que presenta una torre amb capell i antenada.

### Molí d'en Miquel Pastoreta
El molí d'en Miquel Pastoreta s'ubica en la prollongació del carrer de na Comptessa, 57, però sense avenir-se amb la seva alineació. Roman aïllat i gaudeix d'una carrera i corral al seu davant. Destaca el forn de pa i la cisterna.

### Molí d'en Pastoreta
El molí d'en Pastoreta està situat en el cap de cantó entre el carrer de na Comtessa, 61 i el Passeig de Fartàritx. Sols llinda amb una casa i torn seu queden solars sense edificar. Destaca per la conservació del trespol amb pas central emmacat.

### Molí d'en Cabana
El molí d'en Cabana es troba en el Passeig de Fartàritx, 9, s'ubica en els límits del nucli urbà, està enrevoltat de solars sense edificar. Hi ha altres molins a prop d'ell, donant lloc a bones perspectives visuals, destorbades en tot cas pels edificis d'es Serralt. Destaca pel forn de pa i cisterna de capelleta, tot i que el parament presenta nombrosos descrostats i erosions.

### Molí d'en Cotà
El molí d'en Cotà es troba en els límits del nucli urbà, a la Plaça de la Concòrdia, 5. Resten a prop d'ell trasts sense edificar. Això i el fet d'estar situat en una plaça afavoreixen les seves perspectives visuals.

### Molí d'en Cusset
El molí d'en Cusset està situat en el carrer sa Coma, 18. Està immers en la xarxa urbana, alineat amb el carrer i altres construccions collindants. Un carrer s'obri just al seu devant afavorint les seves visuals. Hi destaca una senzilla balconada al frontis de l'edifici.

### Molí d'en Suau
El molí d'en Suau s'ubica al carrer dels Enagistes, 2. Està immers dins la xarxa urbana, disposat perpendicularment a l'alineació del carrer. Destaca per tenir la base del molí amb els dos portals rodons, la cornisa motllurada i un corral davant.

### Molí d'en Rafeló
El molí d'en Rafeló es troba al carrer dels Enagistes, 31, immers en la xarxa urbana, alineat amb altres cases de poca alçada i que segueixen els esquemes de l'arquitectura popular tradicional. Aquest molí es troba documentat des de 1630 i és el molí més antic de tot el molinar de Fartàritx. Destaca un arc de carreus de marès que permet la volada de l'envelador sobre la zona d'ingrés al molí configurant una espècie de capelleta.

## Galeria

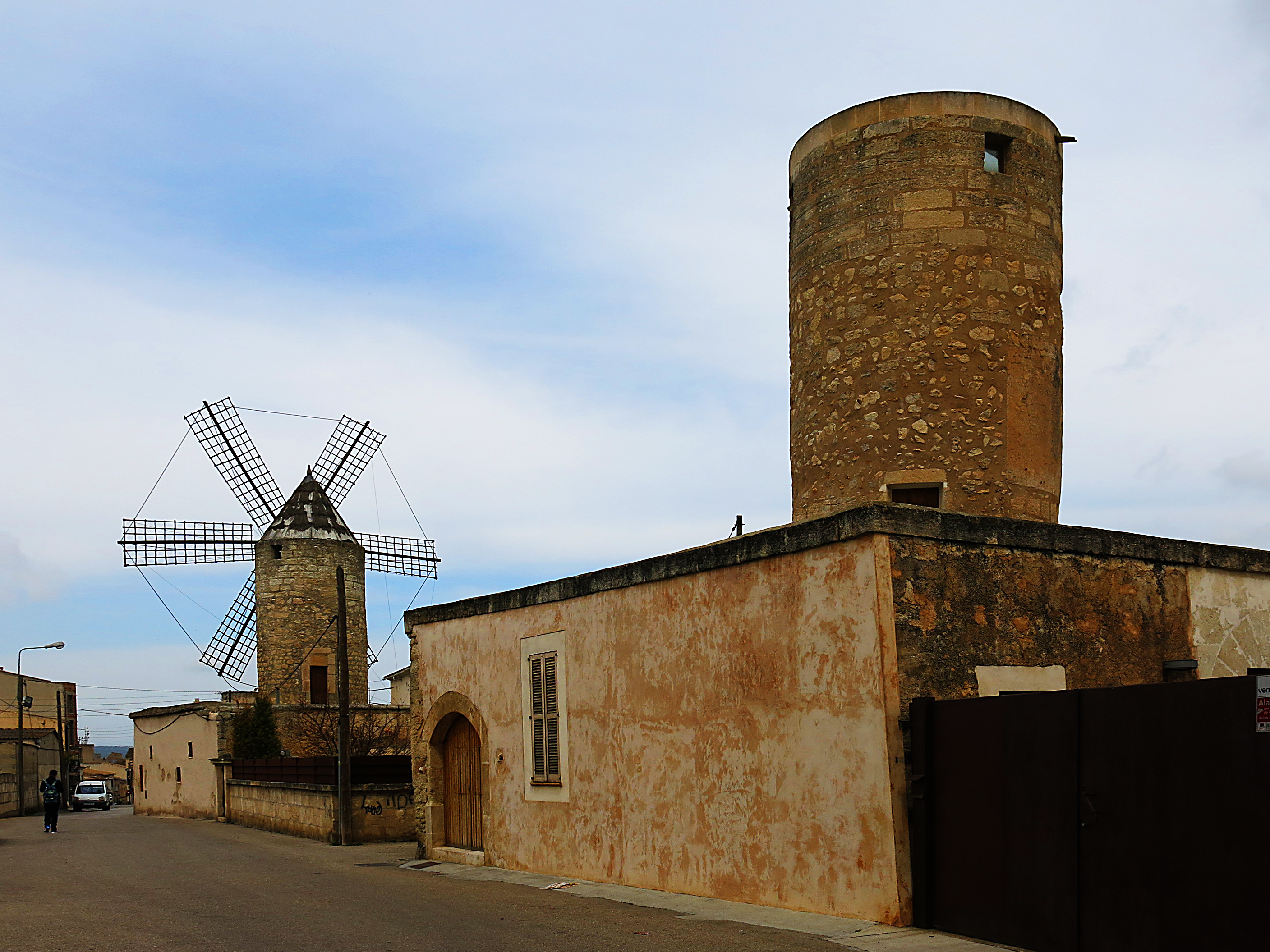
Molí de na Blanca i d'en Miquel Pastoreta
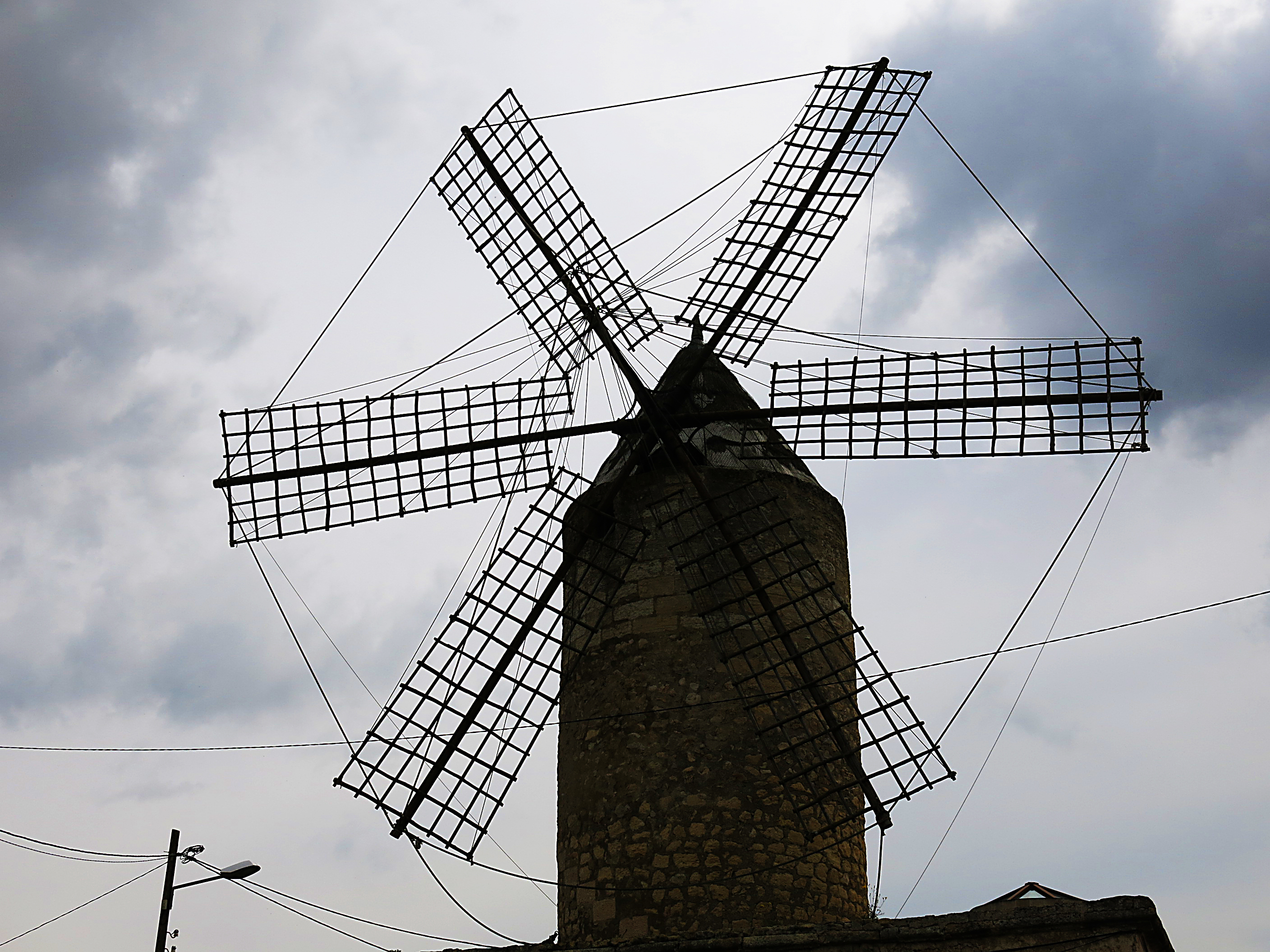
Molí de na Blanca
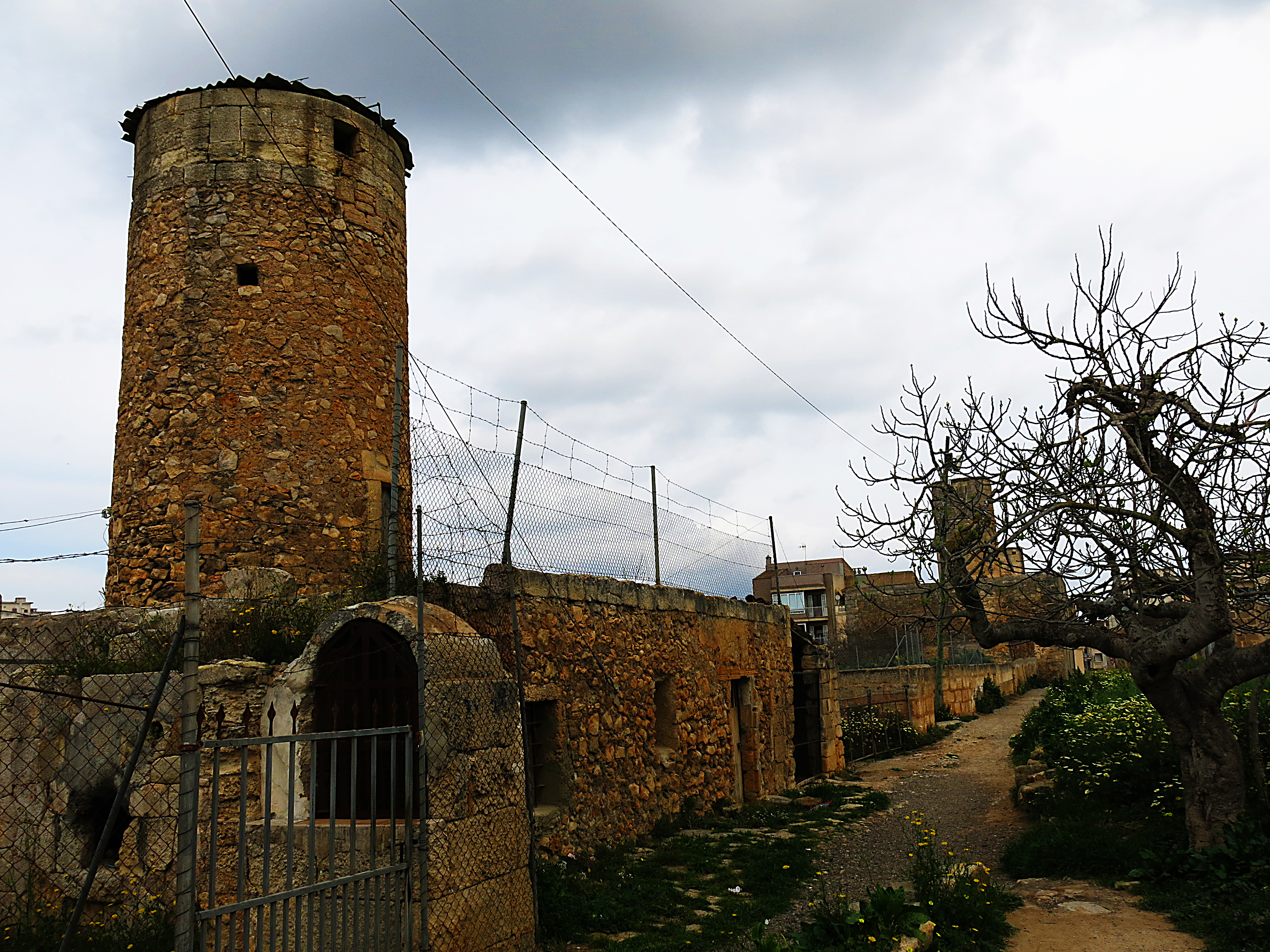
Molí d'en Cabana
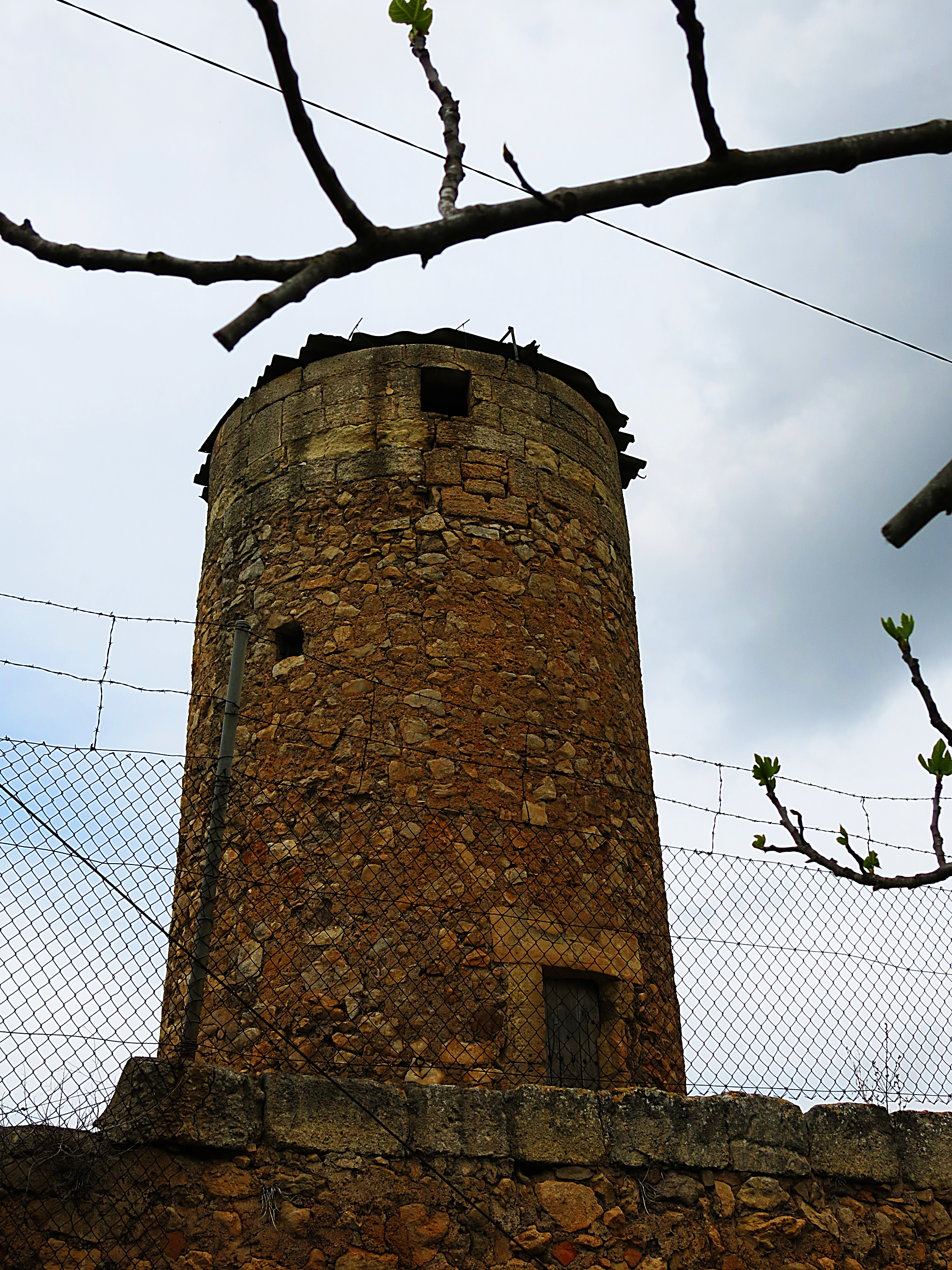
Molí d'en Cabana
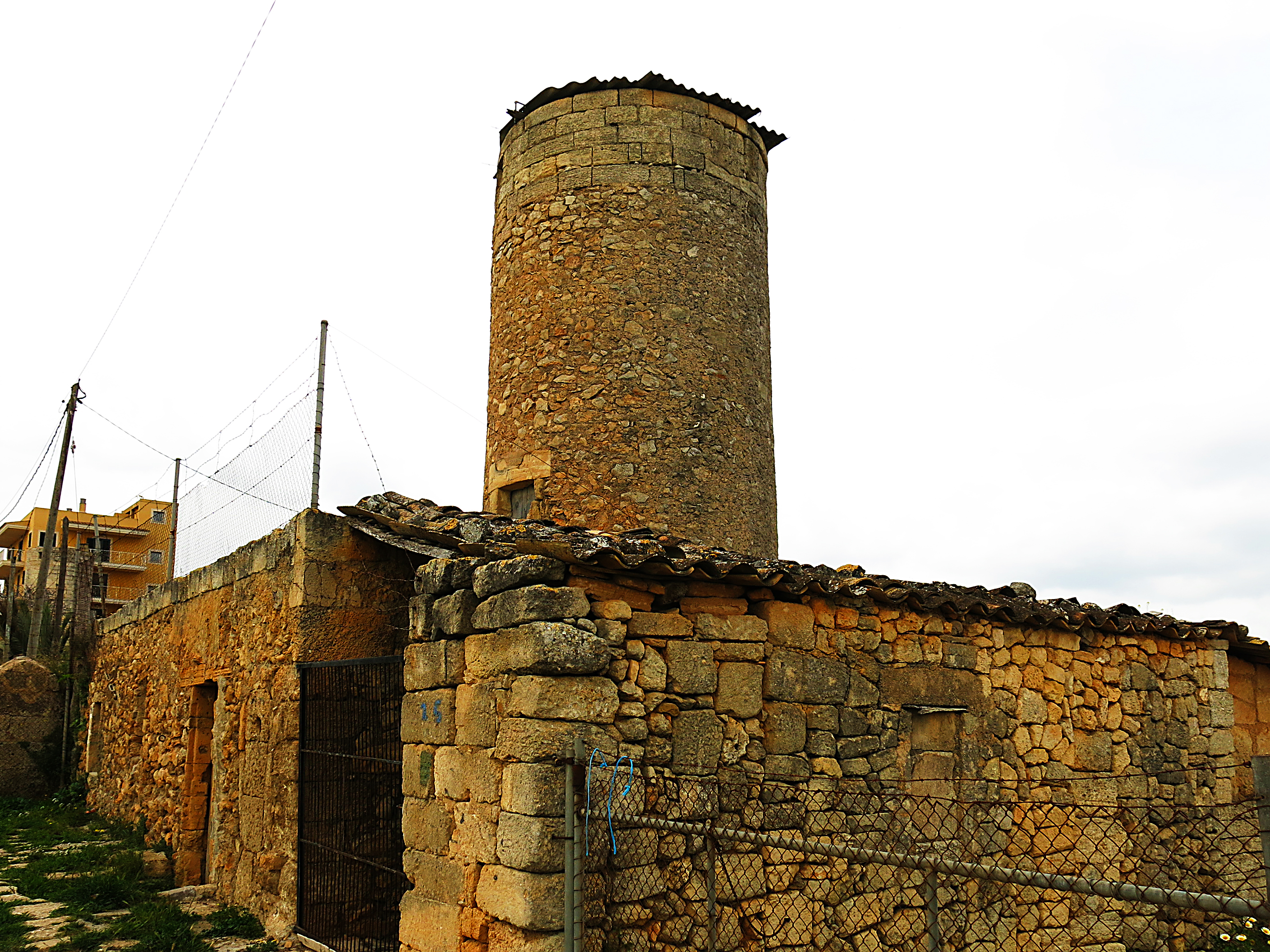
Molí d'en Cabana
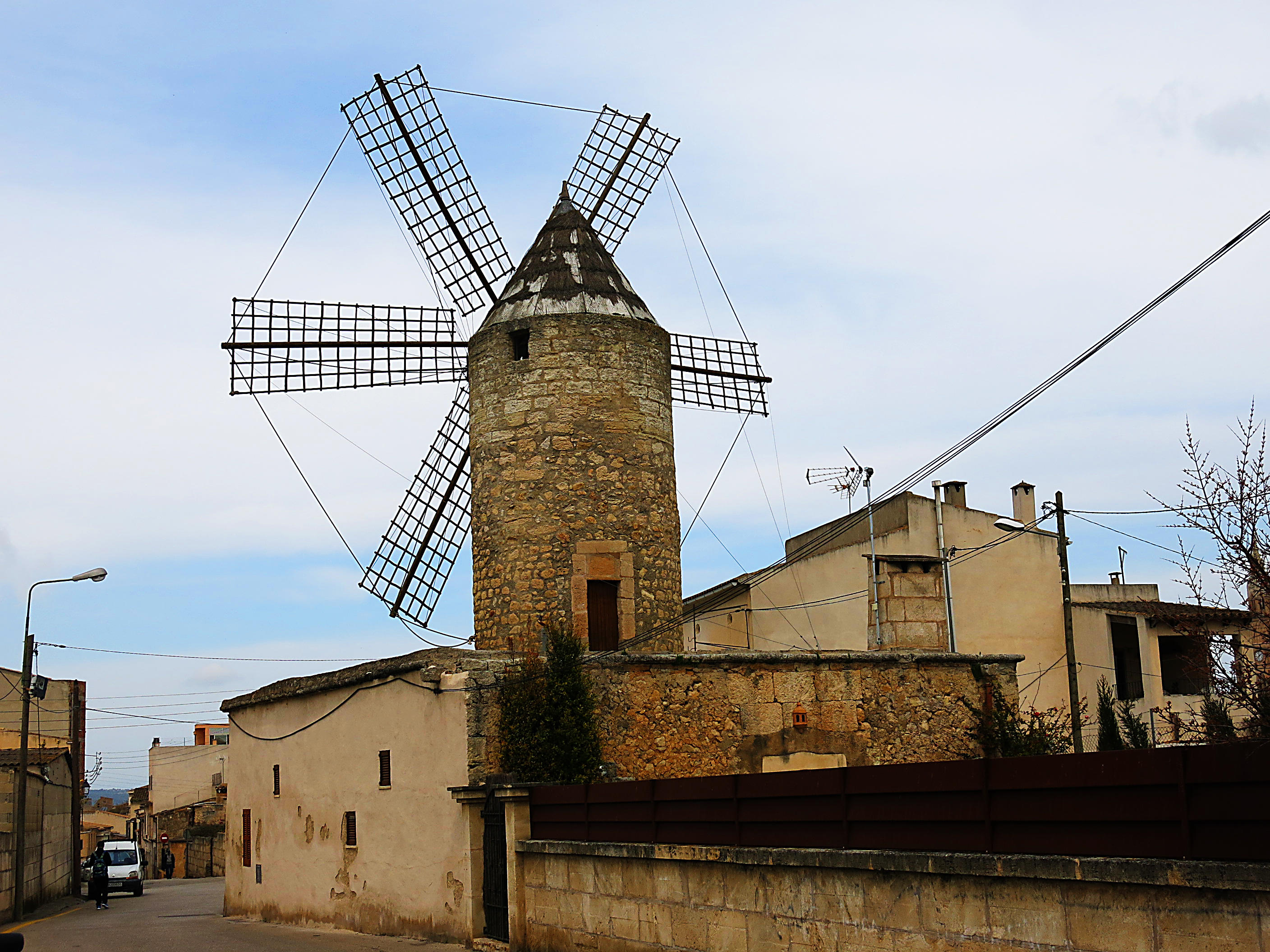
Molí de na Blanca
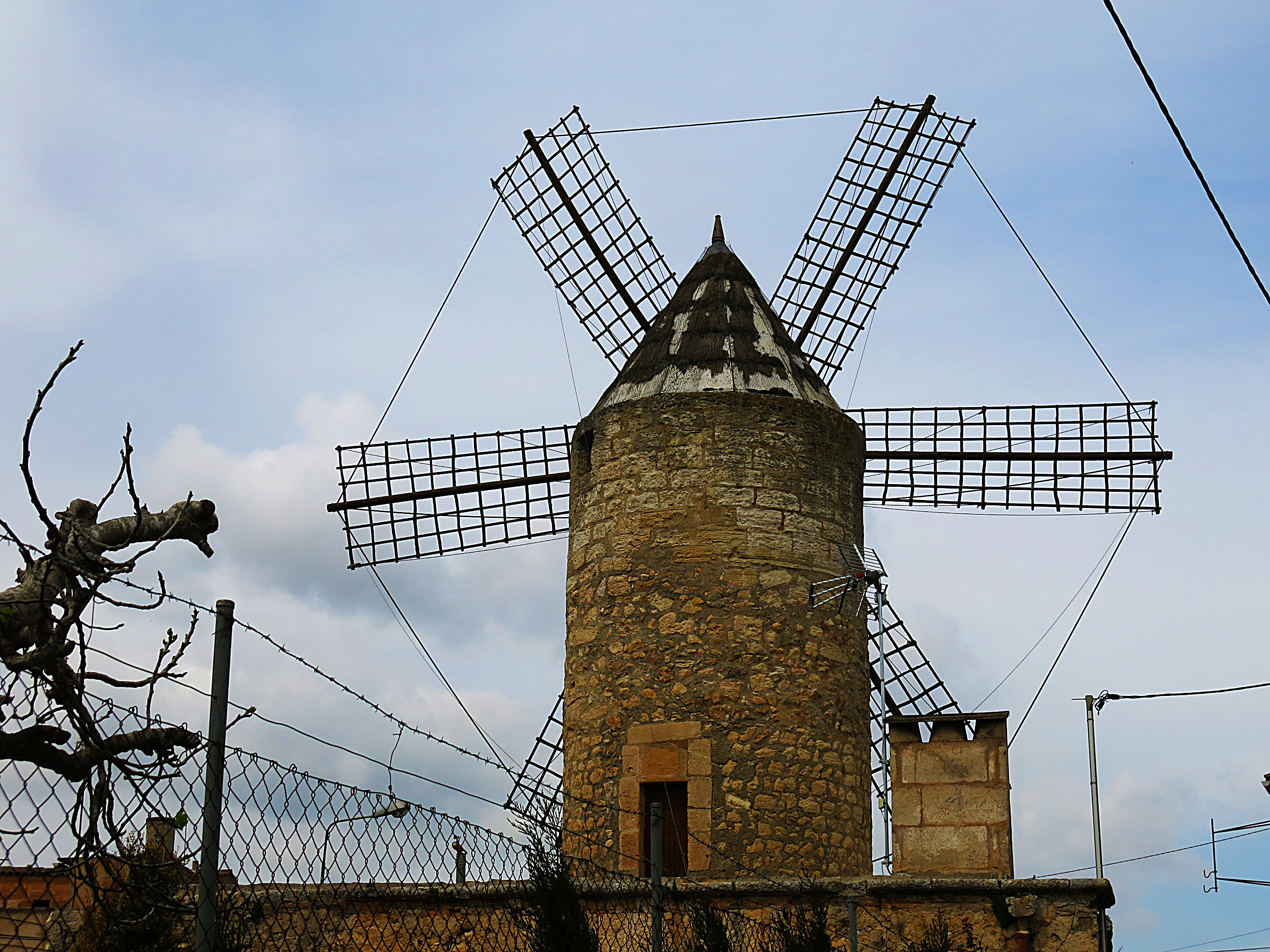
Molí de na Blanca
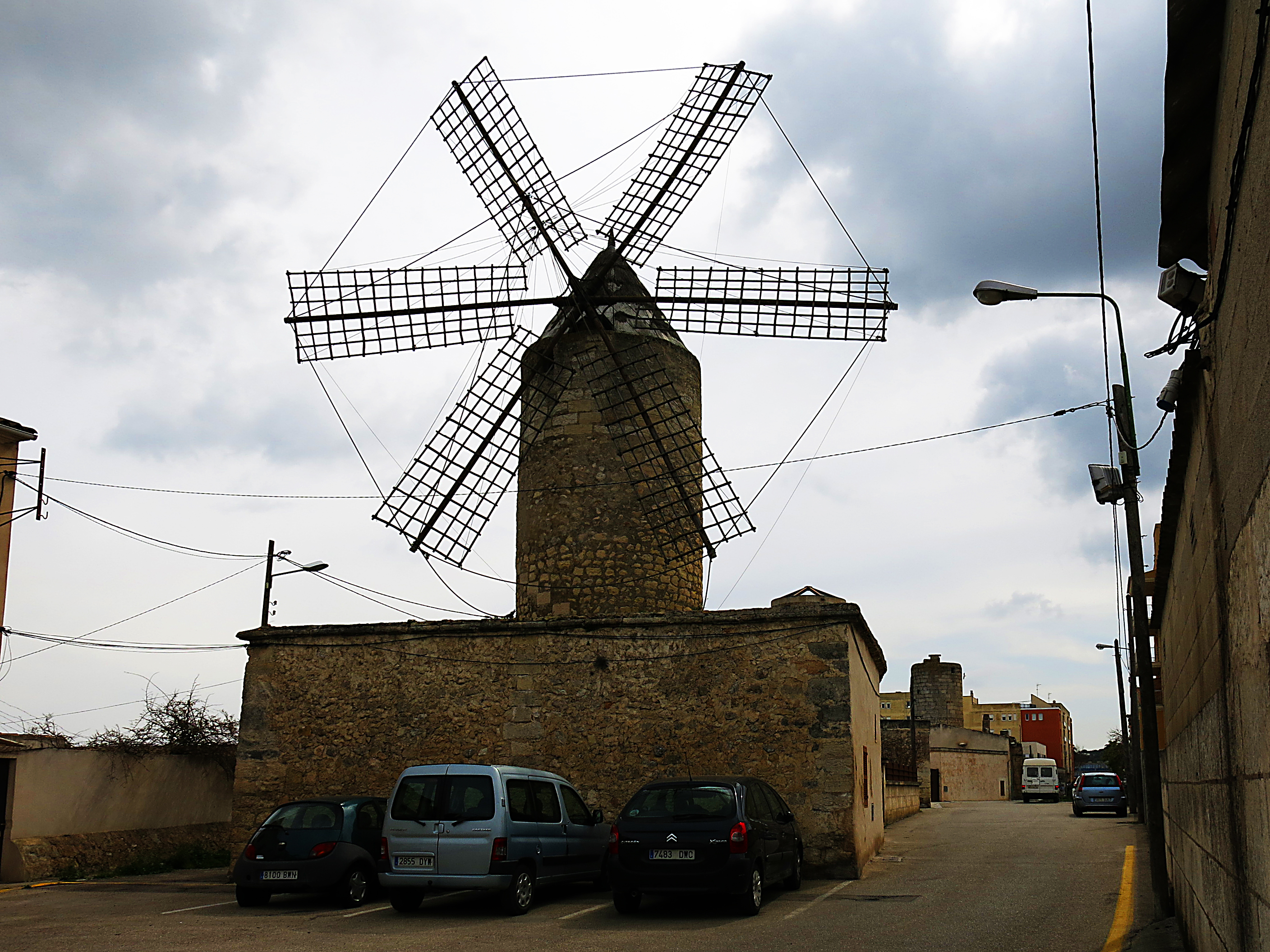
Molí de na Blanca
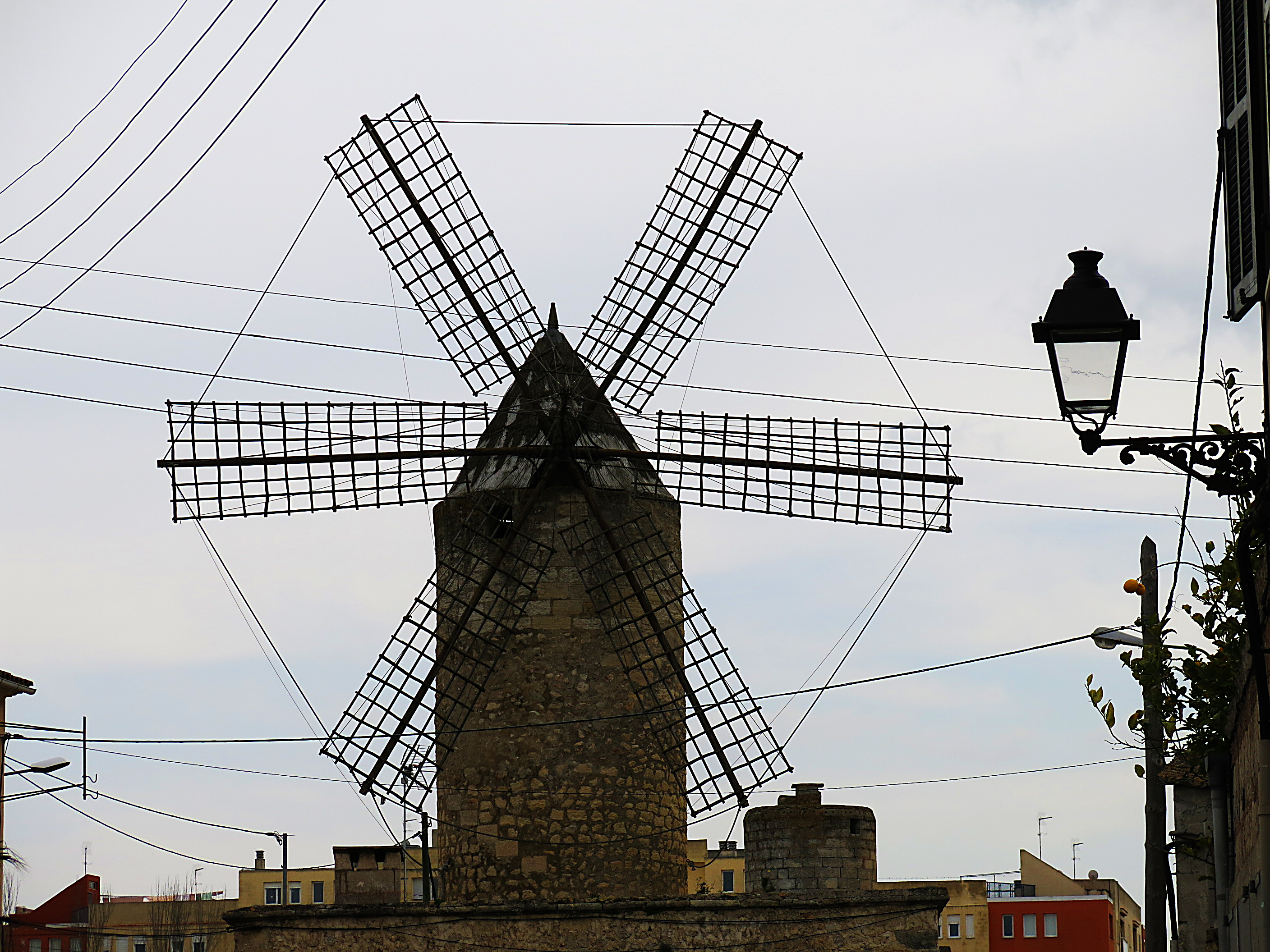
Molí de na Blanca
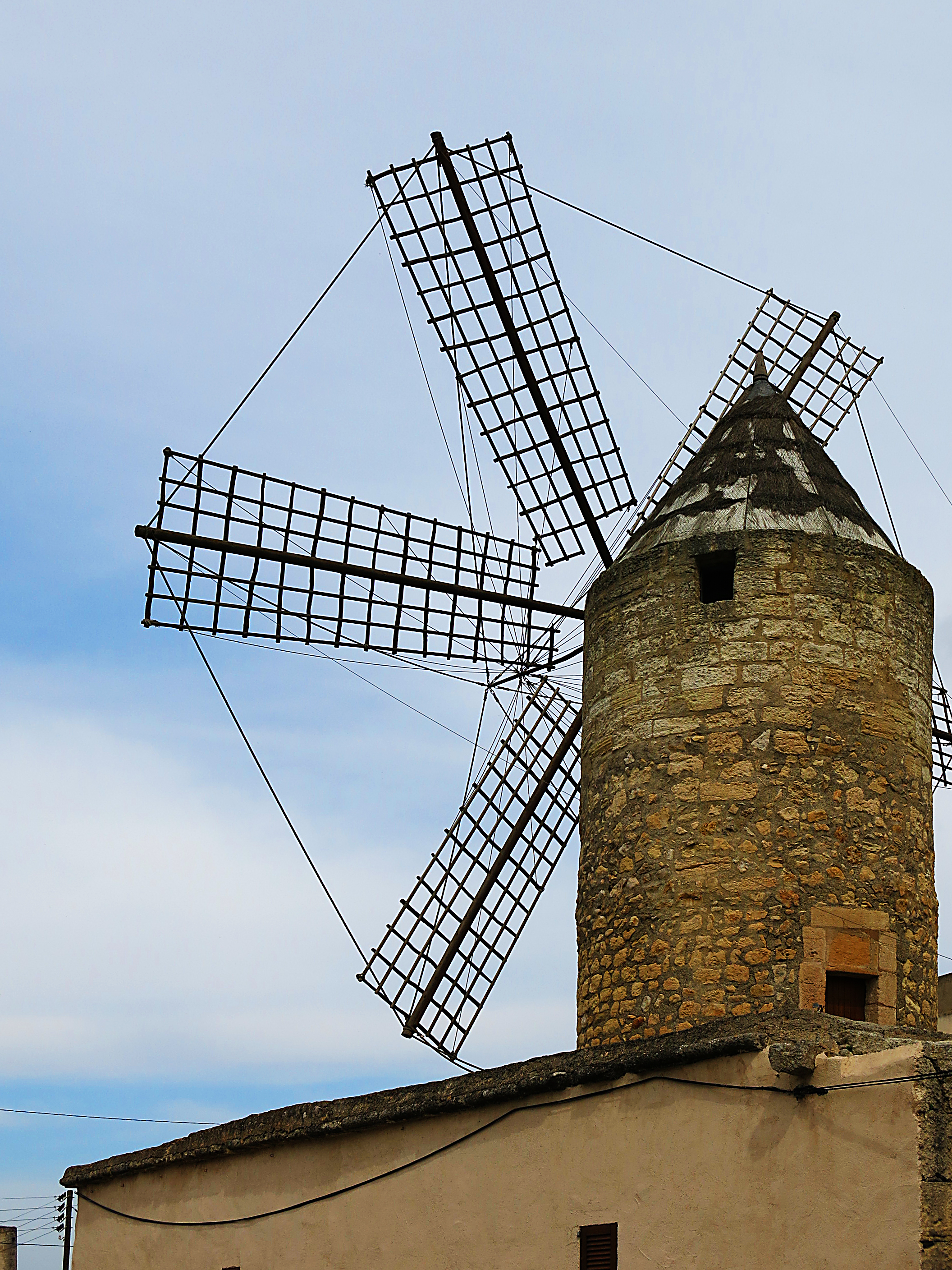
Molí de na Blanca
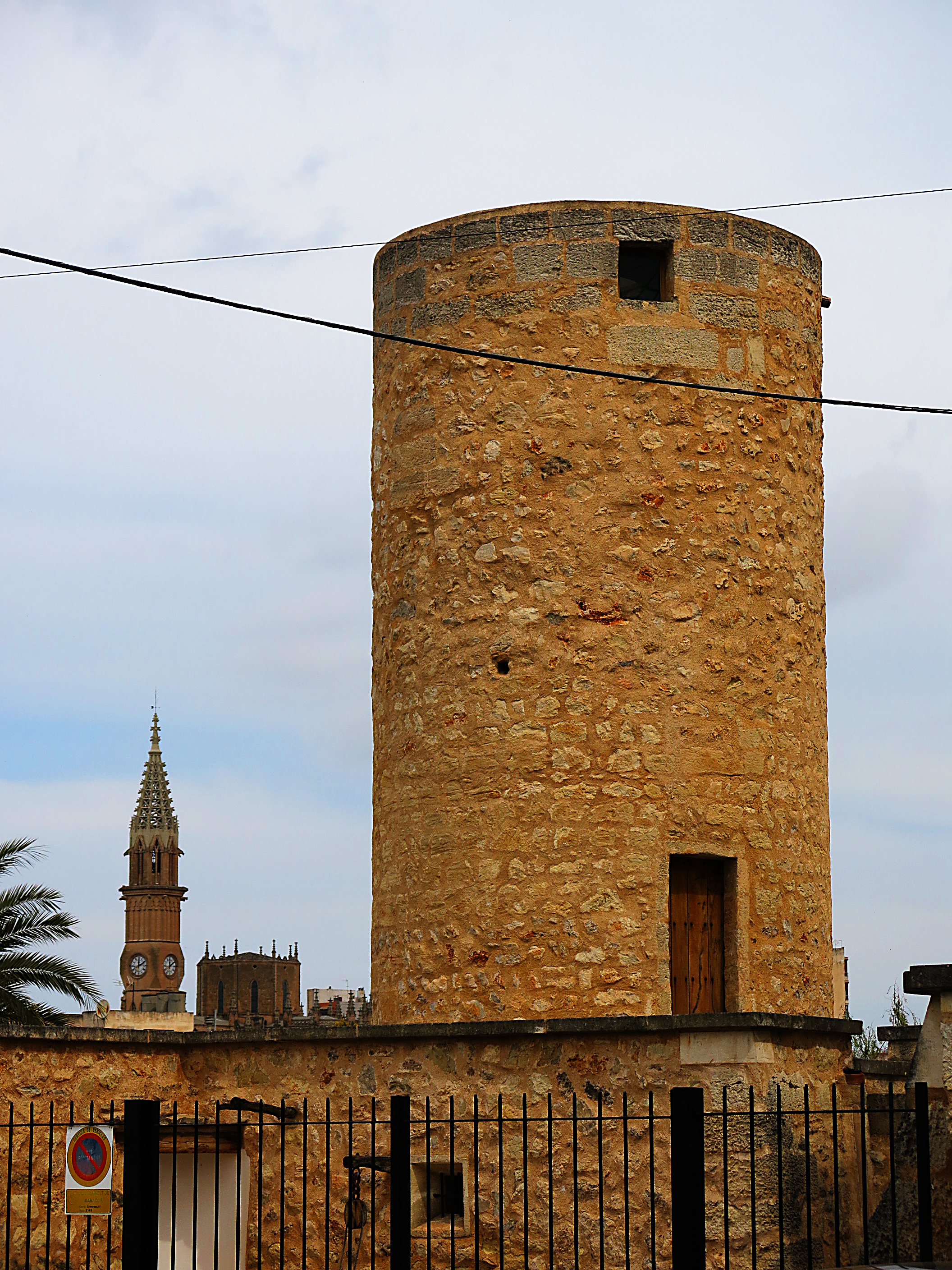
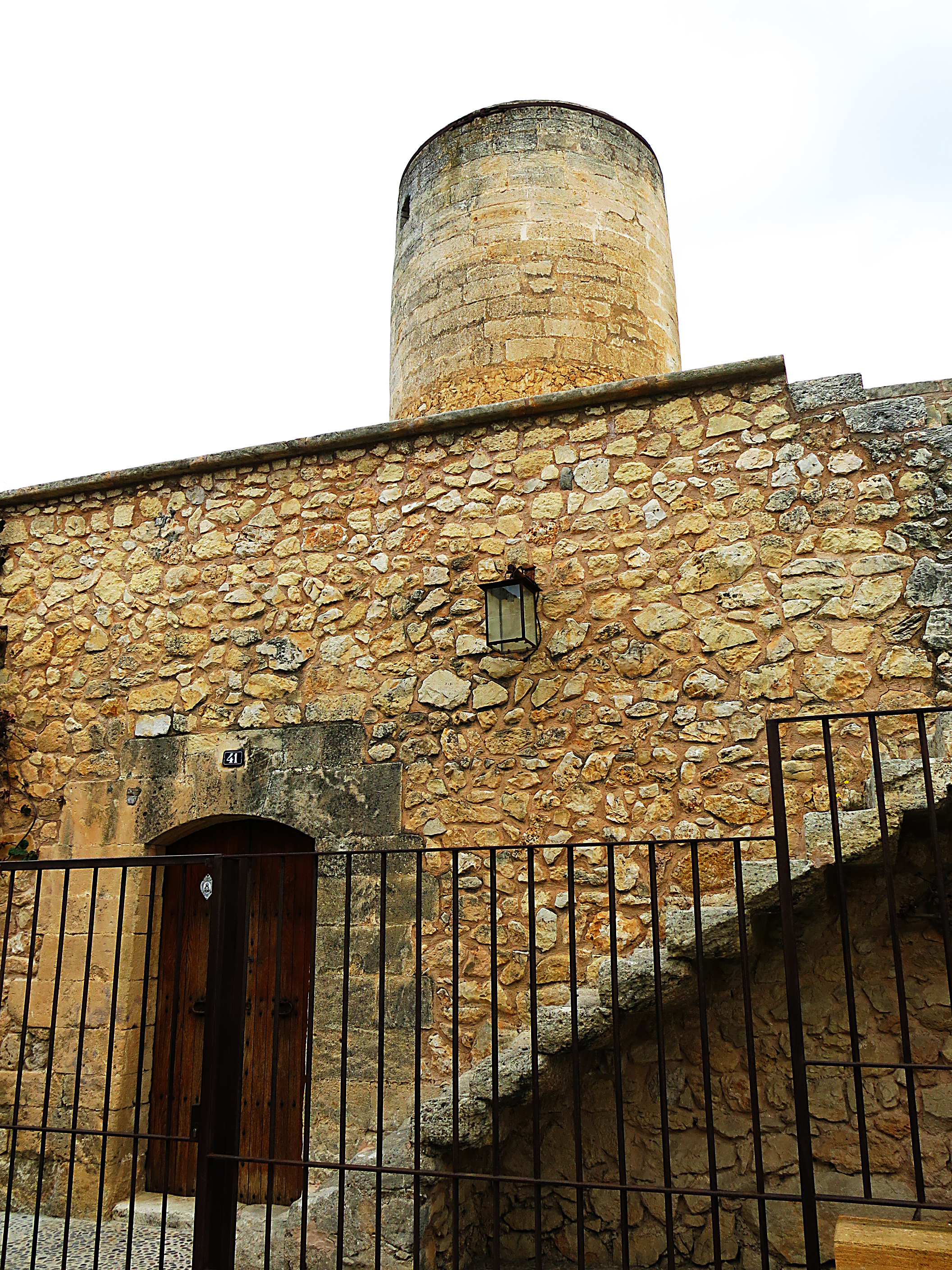
Molí d'en Roca
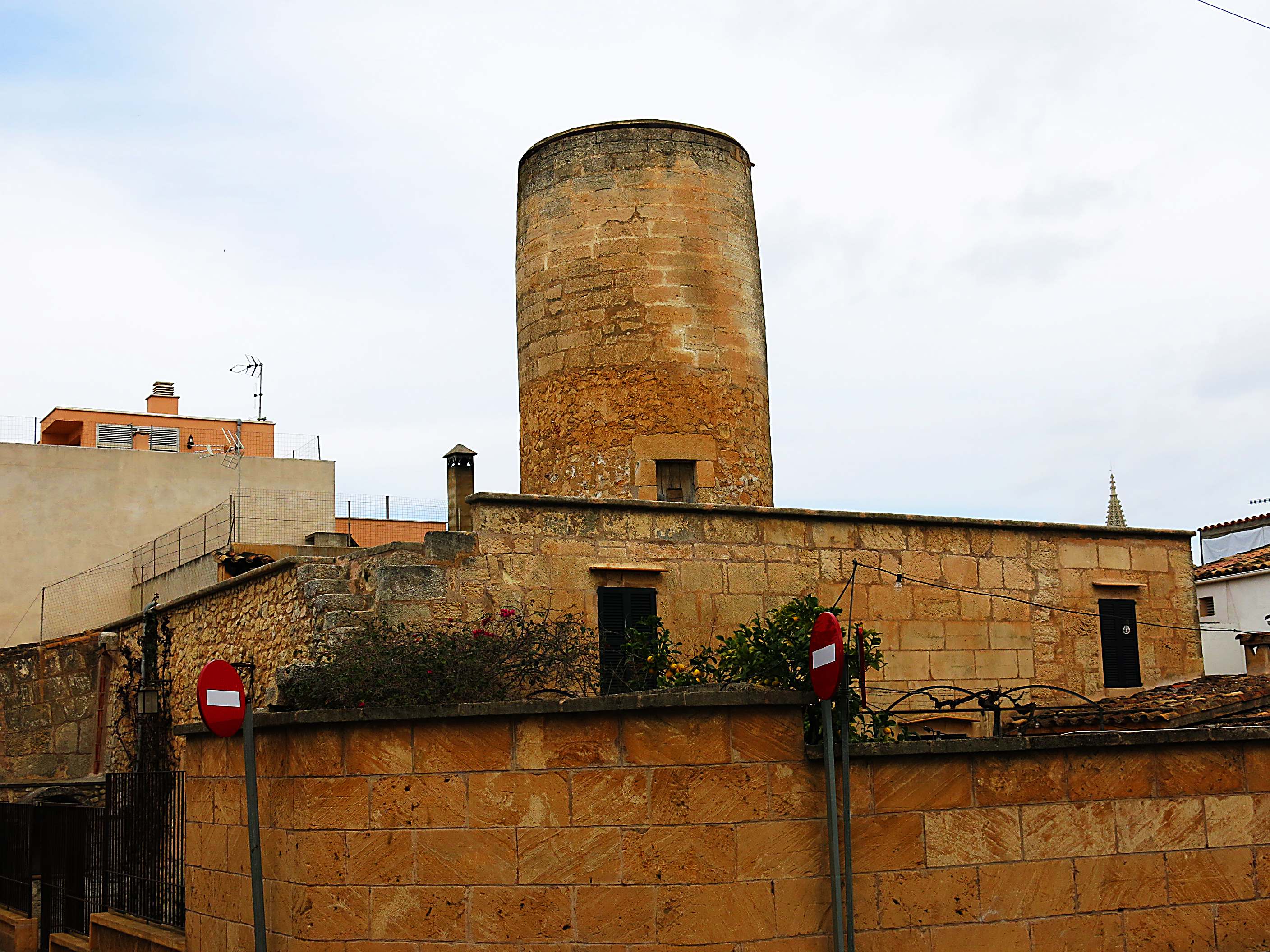
Molí d'en Rpca
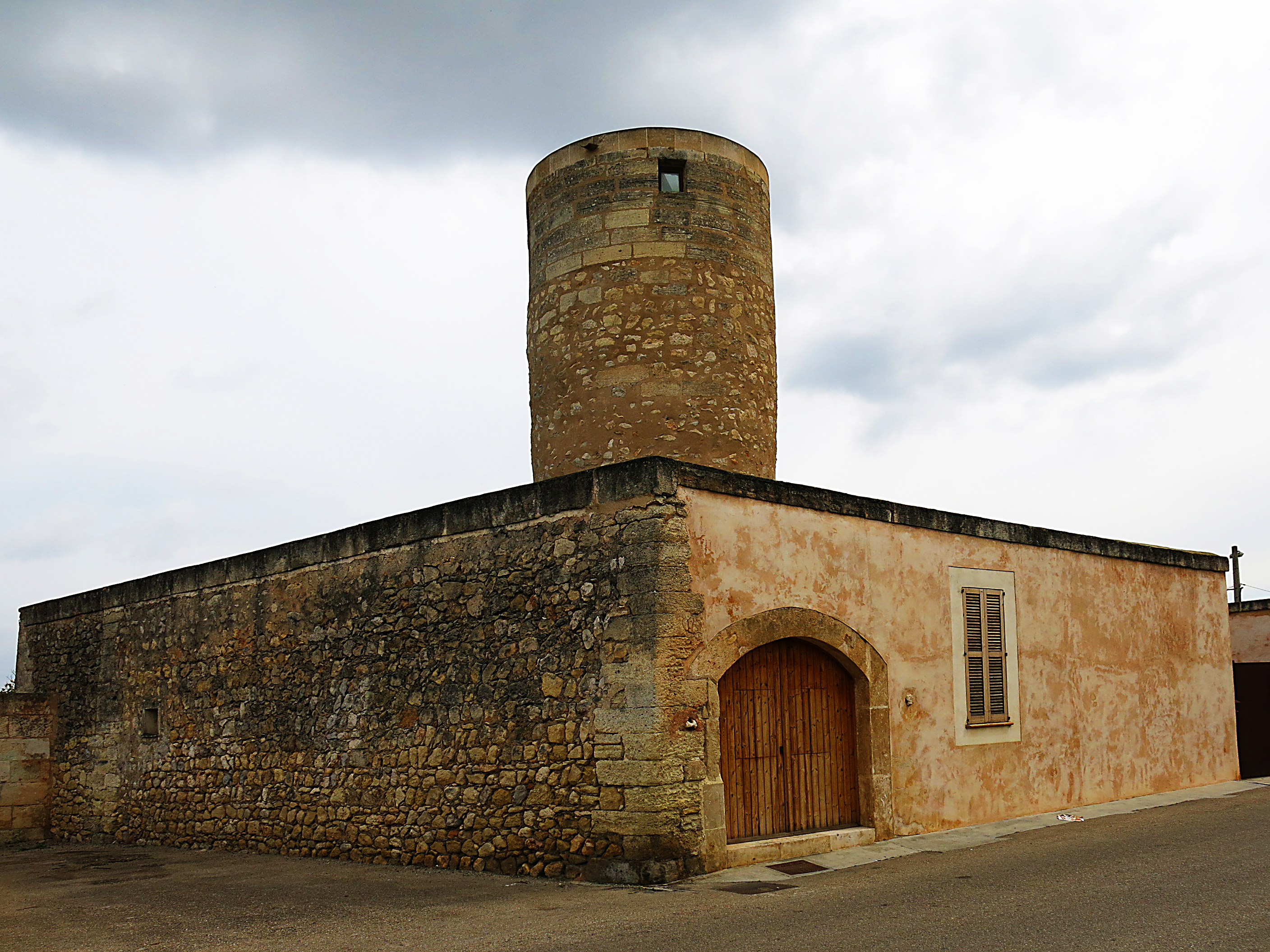
Molí d'en Miquel Pastoreta
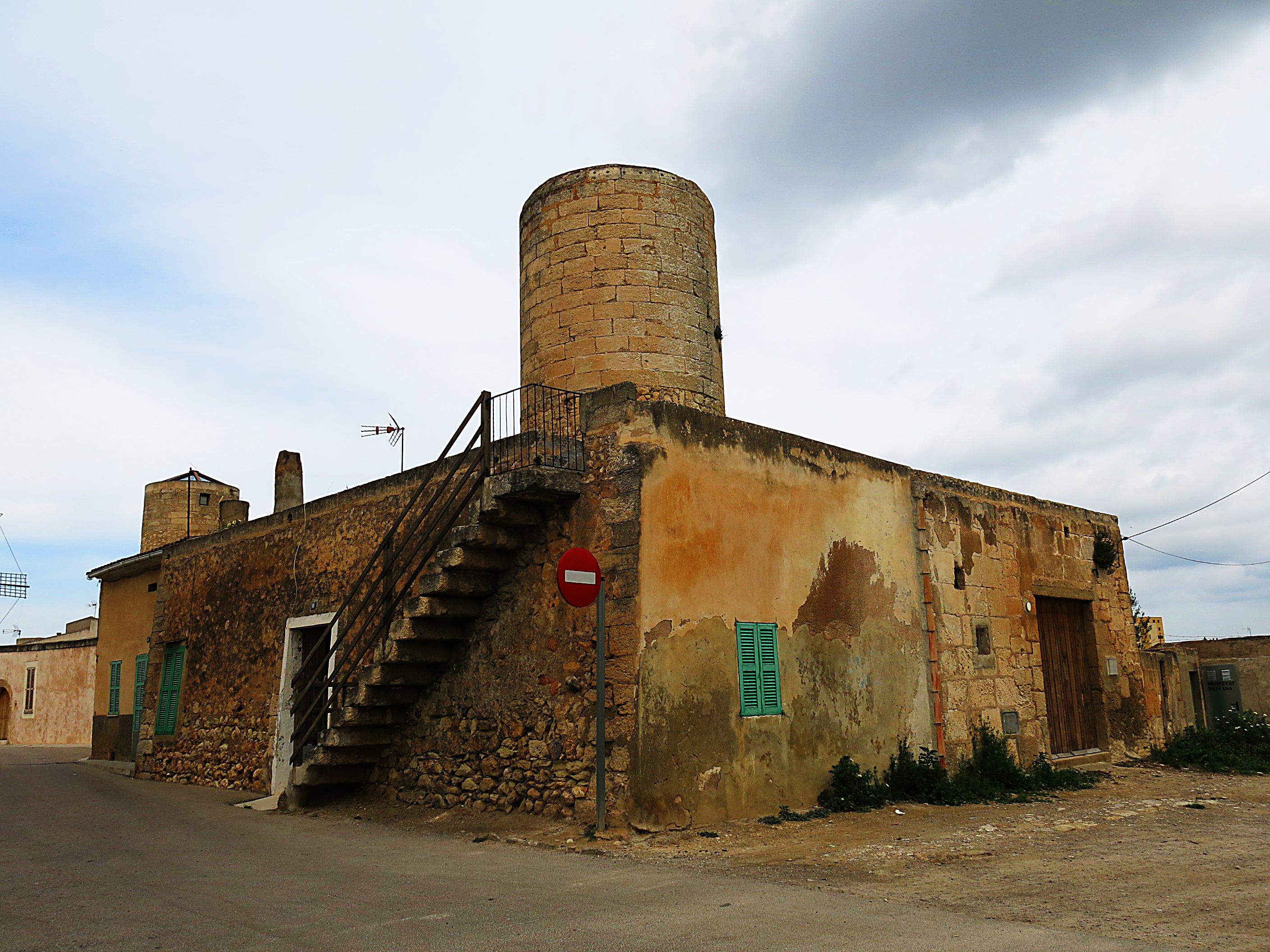
Molí d'en Pastoreta
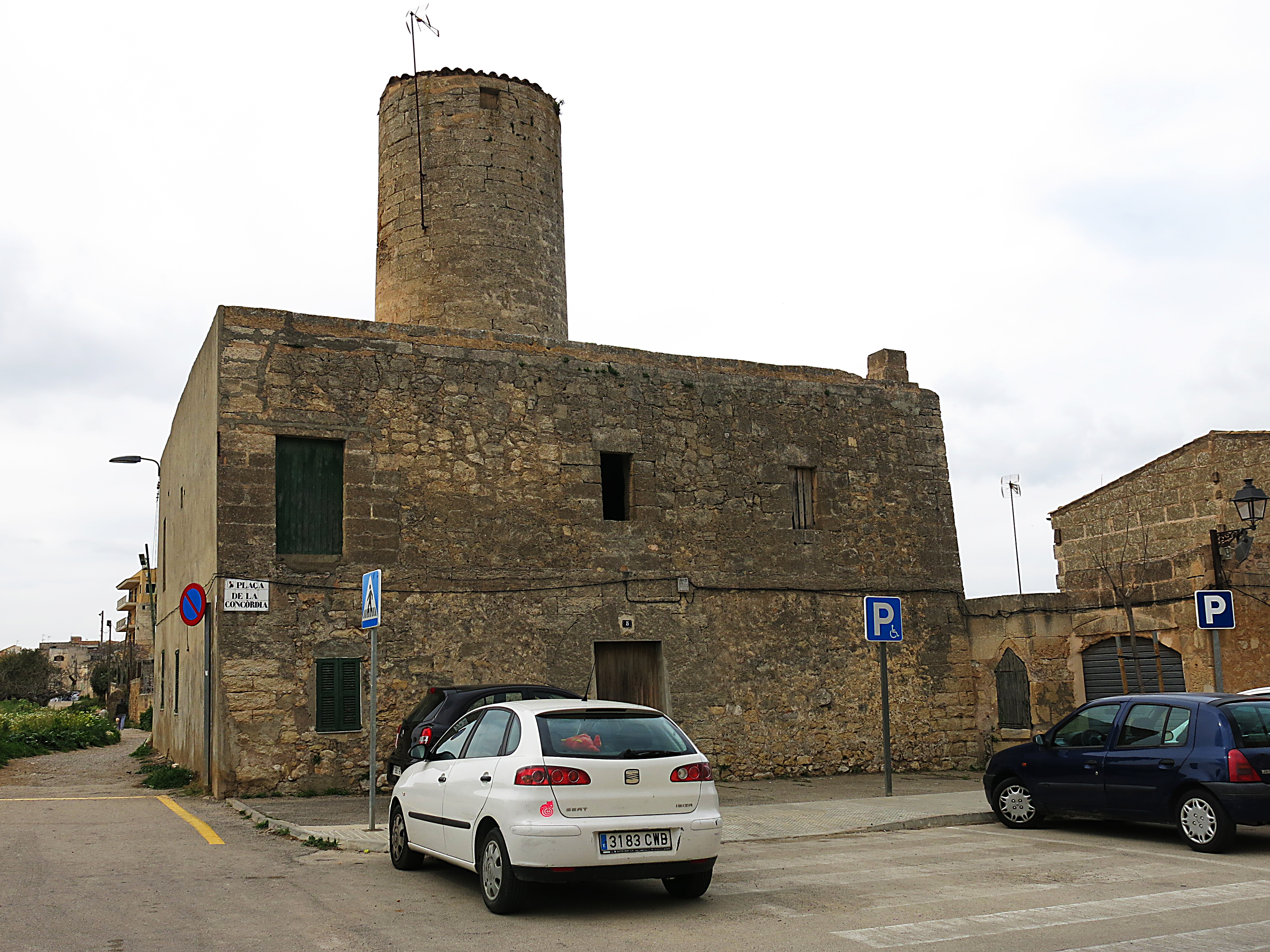
Molí d'en Cotà
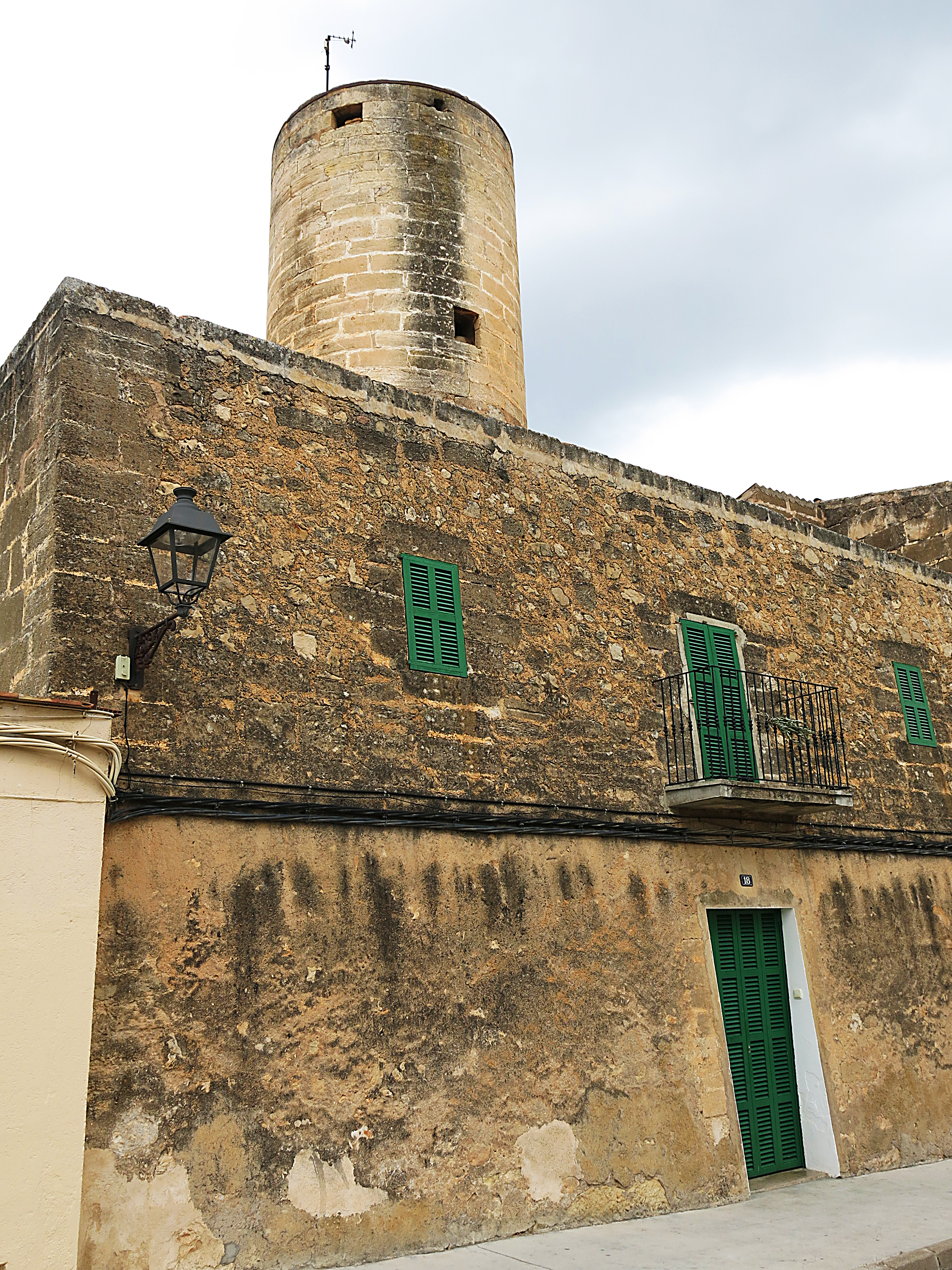
Molí d'en Cusset
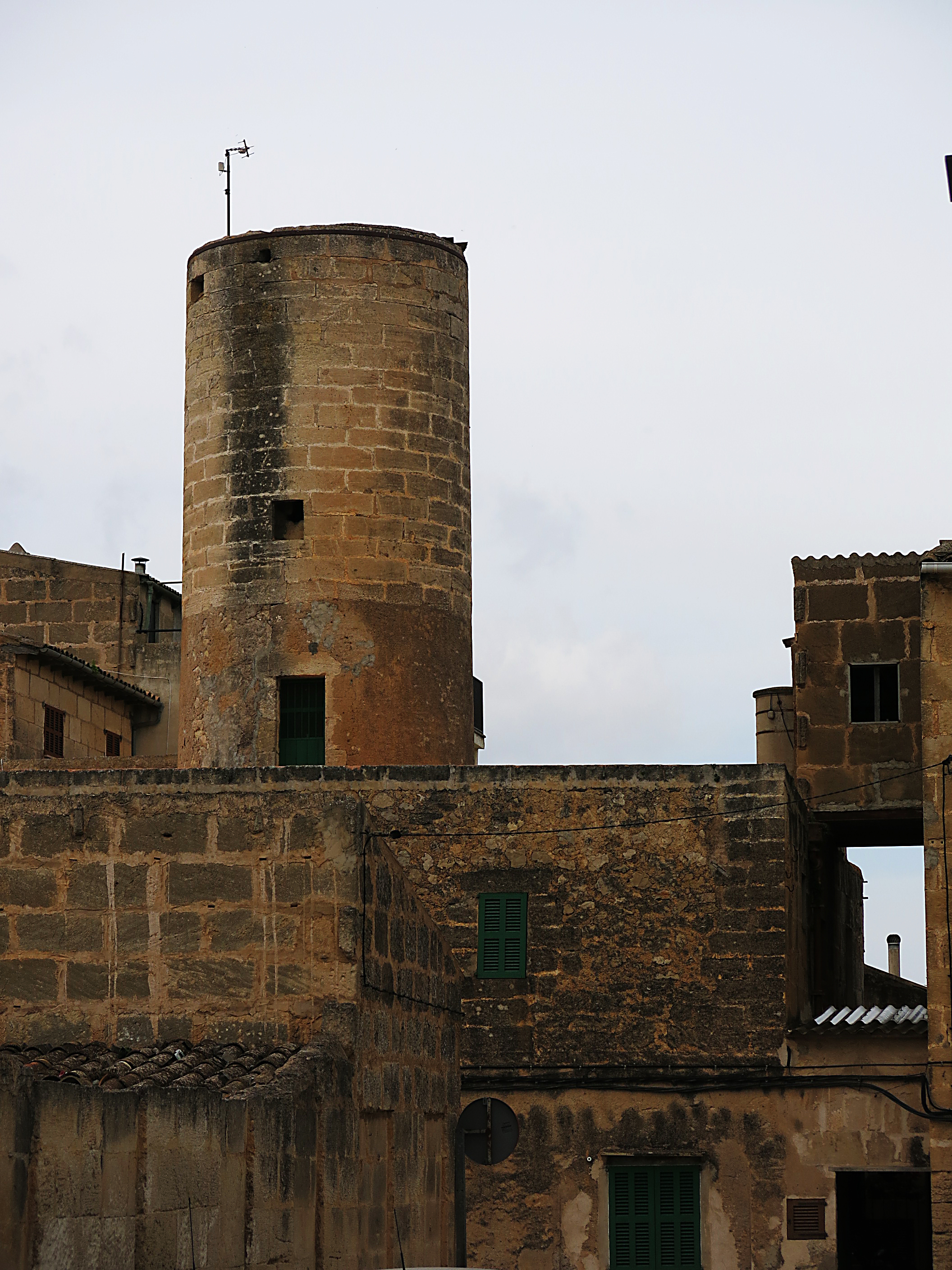
Molí d'en Cusset
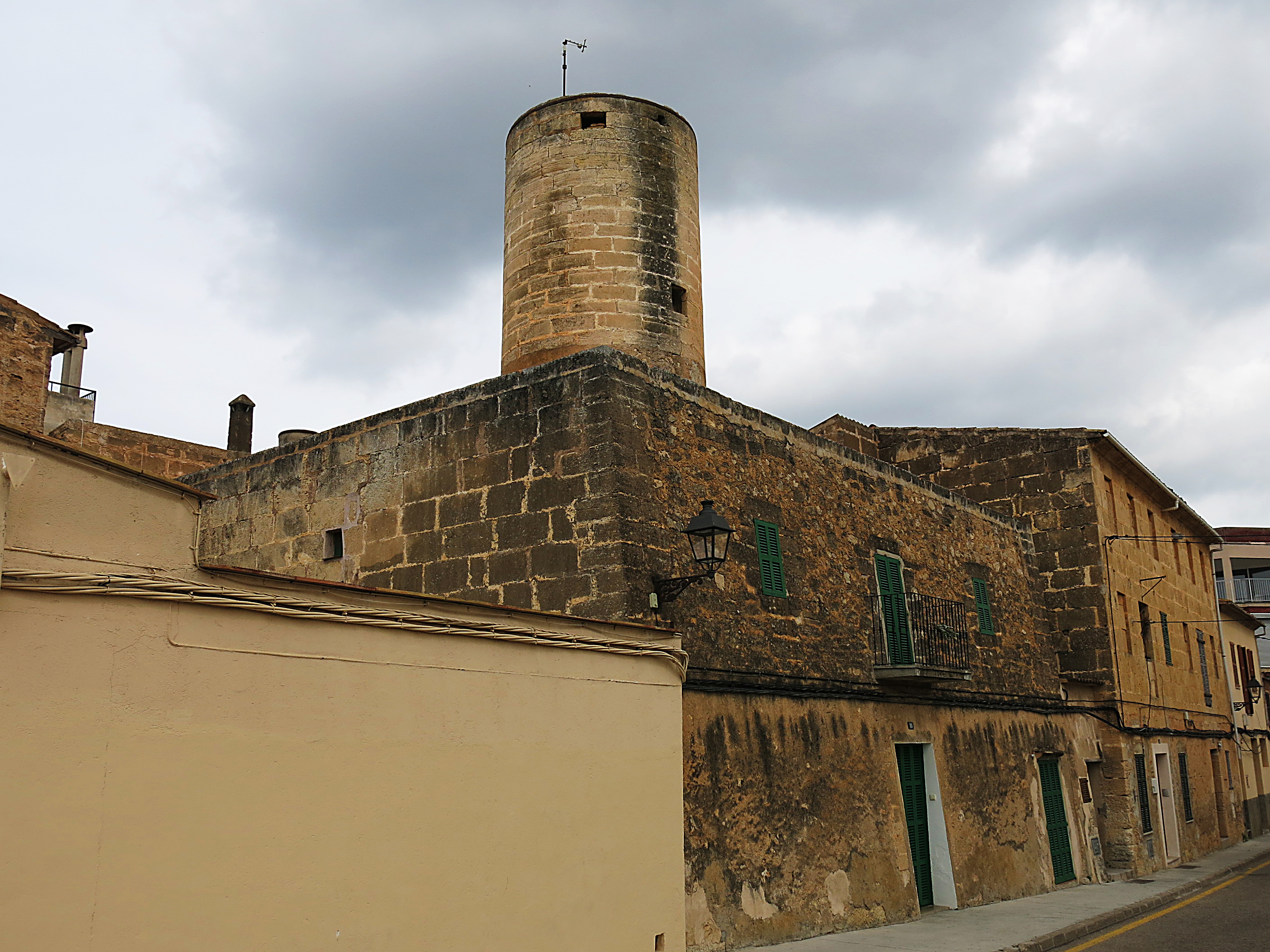
Molí d'en Cusset
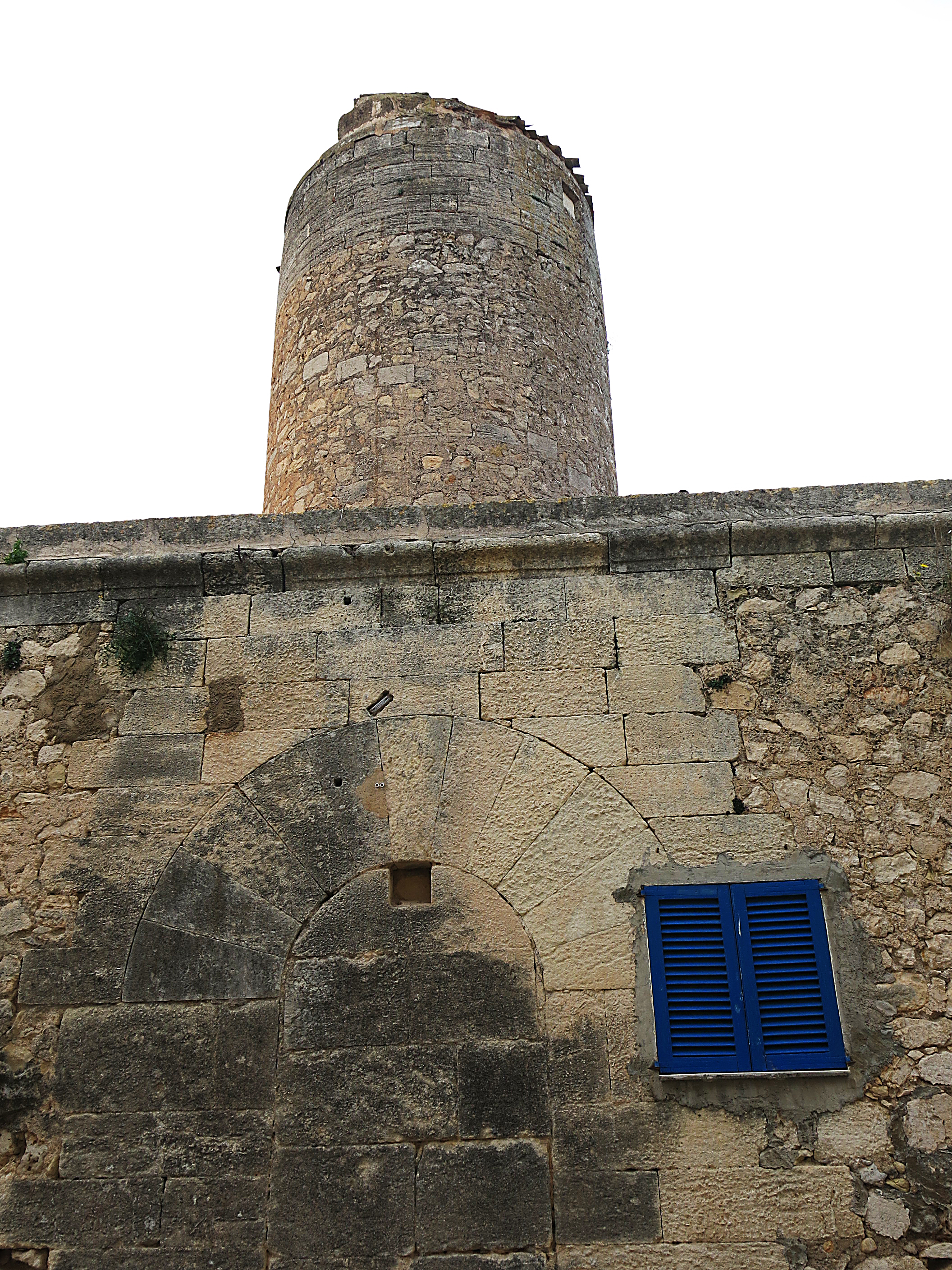
Molí d'en Suau
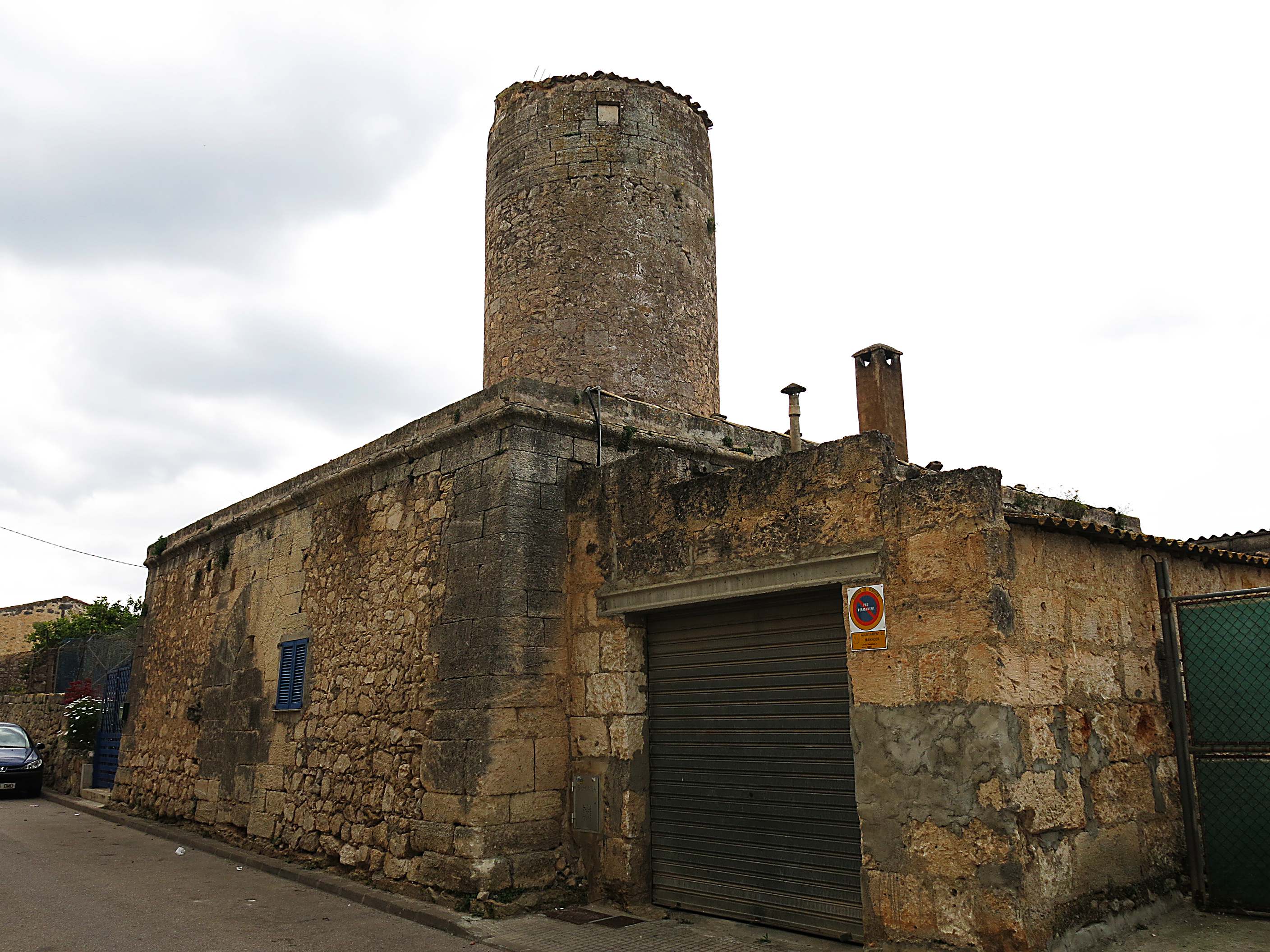
Molí d'en Suau
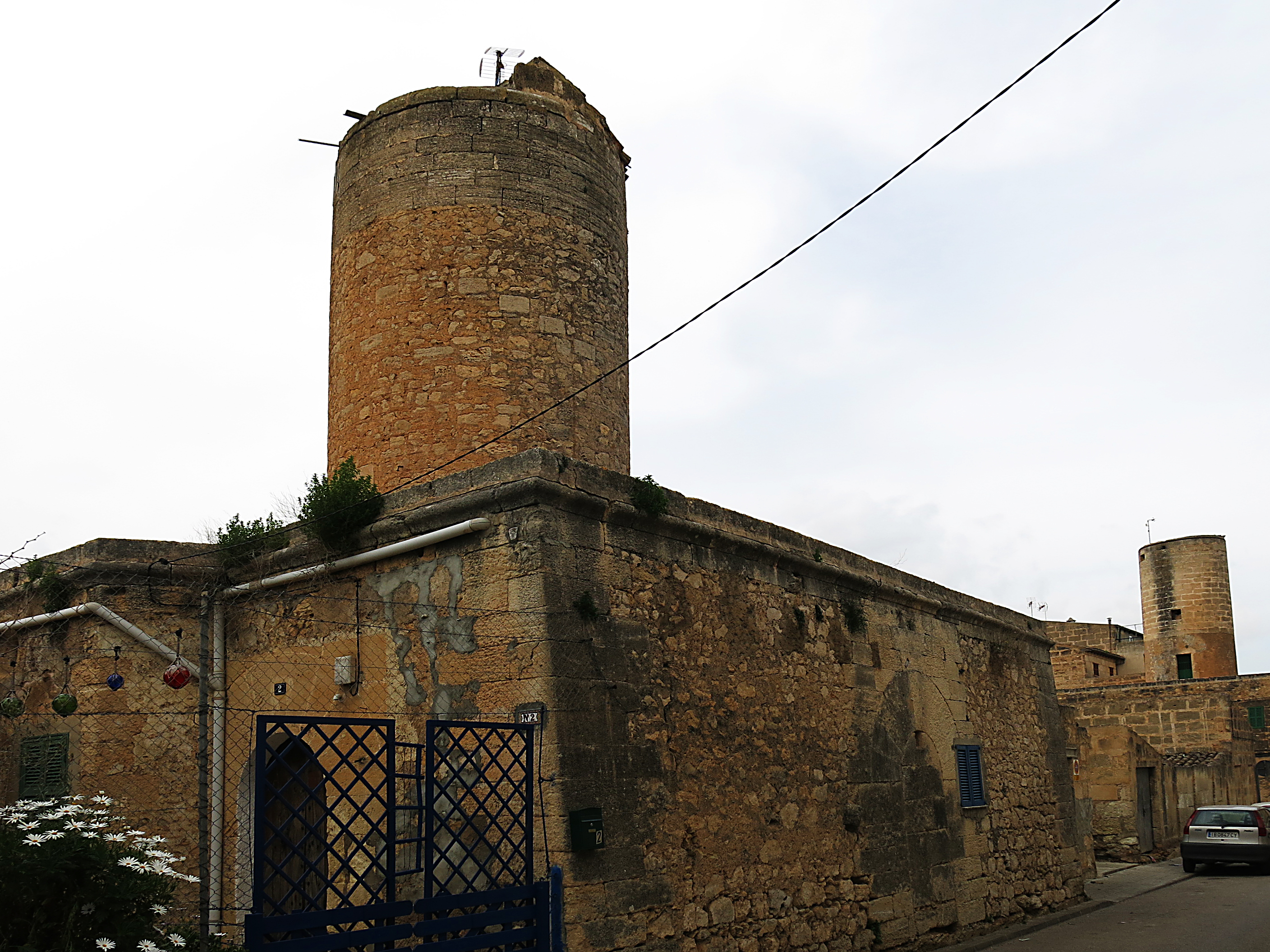
Molí d'en Suau